# Vrchy
Vrchy település Csehországban, Nový Jičín-i járásban. Vrchy Fulnek és Březová településekkel határos. Lakosainak száma 216 fő (2024. január 1.).

## Népesség
A település lakosságának változását az alábbi diagram mutatja:
| Lakosok száma | 546  | 543  | 526  | 273  | 217  | 195  | 217  | 213  | 213  | 216  |
|               | 1869 | 1900 | 1921 | 1961 | 1980 | 2011 | 2016 | 2019 | 2021 | 2024 |